# Anderson Dome
Anderson Dome är en bergstopp i Antarktis. Den ligger i Västantarktis. Inget land gör anspråk på området. Toppen på Anderson Dome är 1 475 meter över havet.
Terrängen runt Anderson Dome är kuperad åt nordost, men åt sydväst är den platt. Trakten är obefolkad. Det finns inga samhällen i närheten. 